# ボリス・カウフマン
ボリス・カウフマン（Boris Kaufman, 1897年8月24日 - 1980年6月24日）は、アメリカ合衆国で活動した撮影監督。映画監督のジガ・ヴェルトフ、撮影監督・写真家のミハイル・カウフマンは兄。

## 略歴
ポーランド（当時はロシア帝国の一部であった）のビャウィストクでユダヤ系の家庭に生まれた。1917年のロシア革命の後、カウフマンは両親と共にポーランドに移るが、兄のジガ・ヴェルトフとミハイル・カウフマンはソ連に残り、アヴァンギャルドな、またアジ宣伝の作品で有名になったが、この3兄弟が再び出会うことはなく、手紙で近況を知らせあうのみであった。
ソルボンヌ大学を卒業後に映画撮影監督となり、ジャン・ヴィゴ作品などに参加。第二次世界大戦中はフランス軍に従軍、ナチと戦うが、フランスが敗れた後にカナダに移住、ジョン・グリアソンらと働いた後、1942年にアメリカに移住。
アメリカで短編映画やドキュメンタリー作品を手がけていたが、1954年にエリア・カザンの『波止場』を手がけ、アカデミー撮影賞を受賞した。また、シドニー・ルメットの『十二人の怒れる男』などでも高い評価を得た。

## 主な作品
- 新学期・操行ゼロ Zéro de conduite: Jeunes diables au collège (1933)
- アタラント号 L'Atalante (1934)
- 波止場 On the Waterfront (1954)
- ベビイ・ドール Baby Doll (1956)
- 十二人の怒れる男 12 Angry Men (1957)
- 私はそんな女 The Kind of Woman (1959)
- 蛇皮の服を着た男 The Fugitive Kind (1959)
- 草原の輝き Splendor in the Grass (1961)
- 夜への長い旅路 Long Day's Journey Into Night (1962)
- 質屋 The Pawnbroker (1964)
- 暗殺 The Brotherhood (1968)

## 受賞歴

### アカデミー賞
受賞
1955年 アカデミー撮影賞 (白黒部門):『波止場』
ノミネート
1957年 アカデミー撮影賞 (白黒部門):『ベビイ・ドール』

### ゴールデングローブ賞
受賞
1955年 撮影賞 (白黒部門):『波止場』